# Lilia Osterloh
Lilia Osterloh (7 de abril de 1978) es una tenista profesional estadounidense retirada. Inició su carrera profesional en agosto de 1997. Alcanzó su más alta posición en el ranking ATP en singles el 23 de abril de 2001, cuando escaló a la posición No. 41, mientras que en dobles su más alta posición fue la No. 77 en 1999.
En 2013, Osterloh se graduó en Relaciones Internacionales por la Universidad de Stanford .

## Finales de WTA

### Dobles: 3 (3–0)
| Ganador — Leyenda (pre/pos 2009)       |
| -------------------------------------- |
| Torneos de Grand Slam (0–0)            |
| WTA Tour (0–0)                         |
| Tier I / Premier 5 (0–0)               |
| Tier II / Premier (0–0)                |
| Tier III, IV & V / Internacional (3–0) |

| Títulos por superficie |
| ---------------------- |
| Dura (3–0)             |
| Césped (0–0)           |
| Arcilla (0–0)          |
| Alfombra (0–0)         |

| Resultado | N.º | Fecha | Torneo        | Categoría     | Superficie | Compañera           | Oponentes en la final                     | Marcador |
| --------- | --- | ----- | ------------- | ------------- | ---------- | ------------------- | ----------------------------------------- | -------- |
| Campeona  | 1.  | 2000  | China         | Tier IVa      | Dura (i)   | Tamarine Tanasugarn | Rita Grande Meghann Shaughnessy           | 7-5, 6–1 |
| Ganadora  | 2.  | 2007  | Nueva Zelanda | Tier IV       | Dura       | Mariya Koryttseva   | Martina Müller Barbora Zahlavova Strycova | 6–3, 6–4 |
| Winner    | 3.  | 2010  | Japón         | Internacional | Dura       | Chang Kai-chen      | Shuko Aoyama Rika Fujiwara                | 6–0, 6–3 |